# 霍普鎮區 (伊利諾伊州拉薩爾縣)
霍普鎮區（英語：Hope Township）是位於美國伊利諾伊州拉薩爾縣的一個行政鎮區。

## 地方資料
根據2010年美國人口普查的數據，霍普鎮區的面積為94.20平方千米，當中陸地面積為94.20平方千米，而水域面積為0.00平方千米。當地共有人口657人，而人口密度為每平方千米6.97人。